# Chlorops pallidiseta
Chlorops pallidiseta är en tvåvingeart som beskrevs av Malloch 1931. Chlorops pallidiseta ingår i släktet Chlorops och familjen fritflugor. Inga underarter finns listade i Catalogue of Life.